# Association for World Education
Association for World Education er en NGO, der i 1974 blev stiftet i Thy af teolog og rektor for New Experimental College (Æ verdensuniversitet) Aage Rosendal Nielsen. Organisationen har consultative status i ECOSOC i FN. Organisationen har sit udspring i Verdensuniversitetet i Thy, der gennem årene har haft flere forskellige organiseringer og navne.

## Baggrund
Aage Rosendal Nielsen var født og opvokset i Thy, men blev student fra Sorø Akademi, hvorefter han studerede teologi ved Københavns Universitet. Han boede i en årrække i USA, hvor han var grundlægger og leder af Scandinavian Seminar fra 1949-1961 og i en årrække arbejdede for Unesco.
I 1968 vendte han hjem til Danmark sammen med nogle unge amerikanere, der ønskede at studere højskolebevægelsen. Herefter erhvervede han ejendommen Fjordvang i Skyrum Bjerge, hvor Æ verdensuniversitet eller Nordenfjord World University blev grundlagt. Det amerikanske navn var New Experimental College 

## Nordenfjord World University
Nordenfjord World University (også kaldet "Verdensuniversitetet i Thy") var en alternativ uddannelsesinstitution.
Nordenfjord World University havde baggrund i Ungdomsoprøret i Danmark, men var også inspireret af Grundtvigs tanker om folkehøjskoler. Det var således fællesskab og samtaler der blev fremhævet, ikke eksaminer og indlæring.
NWU var et netværk af flere selvstændige uddannelsesinstitutioner:
- New Experimental College
- Præstegaard
- Asgård
- Højskolen (People's College)
- The Little Schoolhouse
- Bhedanta

New Experimental College  blev verdensberømt, da John Lennon og Yoko Ono i julen 1969 besøgte stedet. John Lennon og hustruen Yoko Ono afholdt pressemøde under deres ophold i Thy i perioden 3. til 26. januar 1970.
Rosendal var efterfølgende hyppigt i kontakt med Lennon, indtil dennes død i 1980. Deres venskab byggede på en fælles kamp for fred i verden og en religiøs fællesinteresse.
Nordenfjord World University eksisterede i 25 år.

## Association for World Education[4]
Aage Rosendahls hyppige besøg i FN i New York og venskabet med John Lennon førte til dannelsen af Association for World Education (AWE) i 1974, der siden 1976 har haft consultative status i ECOSOC i FN.

### Association for World Education i dag
Association for World Education (AWE) er en international NGO og medlemmerne er individer og institutioner, der går ind for World Education. World Education er uddannelse, der forholder sig til verden som helhed og metodisk er inspireret af frie skoletænkere som N.F.S. Grundtvig (Danmark), R. Tagora (Indien) og Paulo Frere (Brasilien).
AWE er en NGO, der består af individuelle og institutionelle medlemmer og chapters. Medlemmerne arbejder med uddannelse, folkeoplysning, medbestemmelse på alle niveauer og interkulturelle aktiviteter rundt om i verden.
Det løbende arbejde varetages i 2025 af et præsidentskab med valgte medlemmer fra bl.a. Danmark, USA, Brasilien, Ukraine, Rusland, Egypten, Indien og Filippinerne. Organisationen afholder online-sessioner for medlemmer og andre interesserede med udgangspunkt i tankerne bag FN’s verdensmål.
Hvert tredje år afholdes et Internationalt Council Møde (ICM) i et af medlemslandene.
I 2025 afholdes dette møde på Den Internationale Højskole i Helsingør.

### AWE-Danmark
AWE-Danmark er et chapter under Association for World Education. Det er en medlemsorganisation, som afholder en årlig generalforsamling. Formand for foreningen er Kirsten Bruun, Svendborg.

## Verdenspræsidenter i AWE
1. 1974 - 1996                              Aage Rosendal Nielsen (Danmark)
2. 1995 - 2007                              Ove Korsgaard (Danmark)
3. 2007- 2013                               Jakob Martin Erle (Danmark)
4. 2013 - 2022                              Noel Bonam (USA)

Siden 2022 er præsidentskabet delt mellem Regu Rama Das, (Indien) https://www.mitraniketan.org/ (Webside ikke længere tilgængelig), (Indien) og Kirsten Bruun (Danmark)